# Октябрьское (аэродром)
Симферополь (Октябрьское) (англ. Simferopol' (Oktyabr’skoye)) — недействующий военный аэродром в Крыму. Один из крупнейших аэродромов авиации Черноморского флота СССР.

## История
Аэродром был построен в начале 1950-х годов. В октябре 1954 года с аэродрома Гвардейское на аэродром Октябрьское перебазировался 1676-й минно-торпедный авиационный полк 688-й авиационной дивизии на самолётах-торпедоносцах Ил-28Т. В 1955 году полк был переименован в 943-й минно-торпедный авиационный полк.
В 1957 году в гарнизон Октябрьское переводят управление 141-й авиационной дивизии, а в мае 943-й минно-торпедный авиационный полк был переименован в тяжелый бомбардировочный (уже в октябре снова став минно-торпедным дальнего действия) и начал переучиваться на новый самолет Ту-16.
В 1958 году 639-й истребительный авиационный полк был передислоцирован с аэродрома Херсонес на аэродром Октябрьское. На вооружении полка стояли истребители типа МиГ-17. 6 апреля 1960 года директивой Министерства обороны СССР от 16 марта 1960 г. в рамках «дальнейшего значительного сокращения Вооруженных сил СССР» этот полк был расформирован.
28 января 1958 года 141-я дивизия была расформирована, а 943-й минно-торпедный авиационный полк был включен в состав 88-й минно-торпедной авиационной дивизии, однако 28 февраля 1961 года и эта дивизия была расформирована и 1 мая 1961 года полк стал 943-м отдельным морским ракетоносным авиационным полком.
В 1971 году 943-й омрап вошел в состав вновь сформированной 2-й гвардейской морской ракетоносной авиационной Севастопольской дивизия имени Н. А. Токарева. 25 февраля 1974 года 1-я авиационная эскадрилья им. Героя Советского Союза А. П. Цурцумия 943-го полка первой в авиации ВМФ приступила к теоретическому переучиванию на сверхзвуковой ракетоносец Ту-22М2. 3 сентября 1974 года первый самолет Ту-22М2 произвел посадку на аэродроме Октябрьское, а полк стал лидерным на Ту-22М. Одна эскадрилья продолжала эксплуатировать Ту-16КС.
В конце 1970-х годов аэродром был реконструирован и стал аэродромом 1-го класса. В 1982 году в полку расформирована эскадрилья Ту-16КС и полк стал двухэскадрильного состава. В 1986 году полк начал переучивание на самолет Ту-22МЗ в 33-м ЦБП и ПЛС.
В 1988 году в Октябрьское с аэродрома Саки (Новофёдоровка) перебазировался 30-й отдельный дальний разведывательный авиационный Севастопольский Краснознамённый полк на самолетах-разведчиках Ту-22Р и самолетах РЭБ Ту-22П в связи с формированием на аэродроме Саки 1063-го центра боевой подготовки корабельной авиации.
После развала СССР 943-й морской ракетносный авиационный полк остался под юрисдикцией Российской Федерации. В 1993 году 30-й одрап был переформирован в 198-ю отдельную дальнюю разведывательную эскадрилью ВВС ЧФ. 15 декабря 1994 года была расформирована 2-я гвардейская Севастопольская морская ракетоносная авиационная дивизия имени Н. А. Токарева, а 943-й мрап опять стал отдельным. В 1996 году полк был расформирован. 198-я одраэ была расформирована 1 сентября 1995 года.
В настоящее время аэродром заброшен.